# Collège Fédéral d’Agriculture
 (avril 2022).
La mise en forme du texte ne suit pas les recommandations de Wikipédia : il faut le « wikifier ».
Les points d'amélioration suivants sont les cas les plus fréquents :
- Les titres sont pré-formatés par le logiciel. Ils ne sont ni en capitales, ni en gras.
- Le texte ne doit pas être écrit en capitales (les noms de famille non plus), ni en gras, ni en italique, ni en « petit »…
- Le gras n'est utilisé que pour surligner le titre de l'article dans l'introduction, une seule fois.
- L'italique est rarement utilisé : mots en langue étrangère, titres d'œuvres, noms de bateaux, etc.
- Les citations ne sont pas en italique mais en corps de texte normal. Elles sont entourées par des guillemets français : « et ».
- Les listes à puces sont à éviter, des paragraphes rédigés étant largement préférés. Les tableaux sont à réserver à la présentation de données structurées (résultats, etc.).
- Les appels de note de bas de page (petits chiffres en exposant, introduits par l'outil «  Source ») sont à placer entre la fin de phrase et le point final[comme ça].
- Les liens internes (vers d'autres articles de Wikipédia) sont à choisir avec parcimonie. Créez des liens vers des articles approfondissant le sujet. Les termes génériques sans rapport avec le sujet sont à éviter, ainsi que les répétitions de liens vers un même terme.
- Les liens externes sont à placer uniquement dans une section « Liens externes », à la fin de l'article. Ces liens sont à choisir avec parcimonie suivant les règles définies. Si un lien sert de source à l'article, son insertion dans le texte est à faire par les notes de bas de page.
- La présentation des références doit suivre les conventions bibliographiques. Il est recommandé d'utiliser les modèles {{Ouvrage}}, {{Chapitre}}, {{Article}}, {{Lien web}} et/ou {{Bibliographie}}. Le mode d'édition visuel peut mettre en forme automatiquement les références.
- Insérer une infobox (cadre d'informations à droite) n'est pas obligatoire pour parachever la mise en page.

Pour une aide détaillée, merci de consulter Aide:Wikification.
Si vous pensez que ces points ont été résolus, vous pouvez retirer ce bandeau et améliorer la mise en forme d'un autre article.
Le Collège Fédéral d’Agriculture, Akure est un établissement d'enseignement supérieur appartenant au gouvernement fédéral situé à Akure, la capitale de l'État d'Ondo, dans le sud-ouest du Nigéria. L'institution a été créée en 1957 pour développer le secteur agricole en formant une main-d'œuvre de niveau intermédiaire qui aidera à combler le déficit agricole dans l'État et dans le pays par extension.  L'institution, qui a commencé comme une école d'agriculture, a été accréditée par le Conseil national de l'enseignement technique (NBTE) pour décerner des diplômes nationaux (ND) et des diplômes nationaux supérieurs dans des cours liés à l'agriculture.

## Partenariat avec la Suisse
Le Collège fait partie de quelques institutions nigérianes en partenariat avec le gouvernement de suisse dans un projet de renforcement des capacités connus sous le nom de Renforcement des Capacités pour l'Enseignement Agricole au Nigeria (RCEAN).

## Mise à niveau possible vers l'Université d'Agriculture
En 2021, un projet de loi visant à transformer le collège en un diplôme à part entière décernant l'Université Fédérale d'Agriculture a été proposé et lu devant l'Assemblée nationale du Nigéria.